# La società della neve
La società della neve (La sociedad de la nieve) è un film del 2023 co-scritto, diretto e co-prodotto da Juan Antonio Bayona.
Basato sul disastro aereo delle Ande, il film è un adattamento dell'omonimo libro di Pablo Vierci, che documenta i racconti dei 16 sopravvissuti allo schianto. La pellicola è stata selezionata per rappresentare la Spagna ai premi Oscar 2024 nella sezione del miglior film internazionale, oltre ad essere un remake dei film I sopravvissuti delle Ande del 1976 ed Alive - Sopravvissuti del 1993.

## Trama
Ottobre 1972. Un volo charter della Fuerza Aérea Uruguaya, che trasporta la squadra di rugby degli Old Christians Club e alcuni loro amici e familiari, decolla da Montevideo diretto in Cile. A bordo ci sono 45 persone. Durante il volo sopra le Ande, un errore di navigazione porta il pilota a scendere troppo presto, credendo di aver superato la catena montuosa. L’aereo si schianta contro una montagna e si spezza in due. Alcuni passeggeri muoiono subito nell'impatto, tra cui diversi compagni.
I superstiti, una trentina inizialmente, si ritrovano dispersi in un ambiente ostile, circondati da neve e ghiaccio, senza risorse e senza aiuti immediati. Le notti sono gelide, e il cibo a bordo è minimo: poche barrette di cioccolato, biscotti e vino. Cercano di ripararsi usando i sedili dell’aereo e i pochi vestiti a disposizione. Alcuni dei feriti più gravi muoiono nei giorni successivi, tra cui il copilota, che agonizza intrappolato nei rottami.
Uno dei sopravvissuti, Numa Turcatti, emerge come la voce narrante, raccontando non solo gli eventi ma anche il dramma umano e morale vissuto dal gruppo.
Dopo alcuni giorni, un evento ancora più devastante li colpisce: una valanga travolge il relitto mentre dormono, uccidendo altre otto persone e seppellendo il resto sotto la neve. Per ore lottano per uscire e respirare. Questo evento riduce drasticamente il numero dei sopravvissuti e li porta al limite della disperazione.
Con il passare delle settimane, senza nessun segnale di soccorso e con il cibo esaurito, si trovano di fronte a una decisione impensabile: nutrirsi dei corpi dei compagni morti per sopravvivere. È un momento straziante, ma la fame e la consapevolezza che nessuno li sta cercando li spingono a farlo. Inizialmente alcuni rifiutano, ma alla fine tutti accettano questa crudele necessità.
Due dei più forti, Antonio "Tintín" Vizintín e Nando Parrado, tentano una prima spedizione per cercare aiuto, ma il freddo e la vastità delle Ande li costringono a tornare indietro. Scoprono però i resti della coda dell'aereo, trovando batterie e altro materiale utile.
Dopo oltre due mesi, si rendono conto che l’unica speranza è mandare qualcuno a cercare aiuto. Nando Parrado e Roberto Canessa partono per un viaggio estenuante attraverso le montagne, portando solo pochi rifornimenti e vestiti improvvisati. Dopo dieci giorni di cammino, ormai allo stremo, incontrano un contadino cileno, Sergio Catalán, dall'altra parte delle Ande. Con un biglietto scritto su un pezzo di carta, gli comunicano che sono sopravvissuti a un incidente aereo e che ci sono altre persone da salvare.
Le autorità cilene organizzano rapidamente un'operazione di soccorso. I primi elicotteri raggiungono il luogo dello schianto il 22 dicembre 1972, più di due mesi dopo l'incidente. I superstiti vengono recuperati in due missioni. Alla fine, solo 16 persone sono sopravvissute all'inferno delle Ande.
I sopravvissuti tornano a casa, accolti come eroi ma anche con molte domande sulla loro esperienza estrema. La decisione di nutrirsi dei compagni morti diventa oggetto di dibattito pubblico, ma il loro coraggio e la loro resilienza restano un simbolo di sopravvivenza contro ogni probabilità

## Distribuzione
Il film è stato presentato alla cerimonia di chiusura dell'80ª Mostra internazionale d'arte cinematografica di Venezia il 9 settembre 2023.

## Riprese
La pellicola è stata realizzata in diverse location:
- Montevideo, Uruguay;
- Laguna de las Yeguas e Hoya de la Mora nella Sierra Nevada vicino alla stazione sciistica omonima nel comune di Monachil, Spagna;
- sulla Cordigliera della Ande al confine fra Argentina e Cile, esattamente sul luogo dove avvenne il vero incidente aereo;
- San Fernando, Cile.

## Riconoscimenti
- 2024 - Premio Oscar
  - Candidatura al miglior film internazionale
  - Candidatura ai migliori trucco e acconciatura ad Ana López-Puigcerver, David Martí e Montse Ribé
- 2024 - Golden Globe
  - Candidatura al miglior film straniero
- 2024 - British Academy Film Awards
  - Candidatura al miglior film straniero
- 2024 - Premio Goya
  - Miglior film
  - Miglior regista a Juan Antonio Bayona
  - Miglior attore rivelazione a Matías Recalt
  - Miglior produzione a Margarita Huguet
  - Miglior montaggio a Andrés Gil e Jaume Martí
  - Miglior colonna sonora a Michael Giacchino
  - Miglior fotografia a Pedro Luque
  - Miglior scenografia a Alain Bainée
  - Migliori costumi a Julio Suárez
  - Miglior trucco e acconciatura a Ana López-Puigcerver, David Martí e Montse Ribé
  - Miglior sonoro a Jorge Adrados, Oriol Tarragó e Marc Orts
  - Migliori effetti speciali a Pau Costa, Félix Bergés e Laura Pedro
  - Candidatura alla miglior sceneggiatura non originale a Bernat Vilaplana, Juan Antonio Bayona, Jaime Marques-Olarreaga e Nicolás Casariego
- 2024 - Premio Gaudí
  - Miglior film europeo
- 2024 - Premi Sant Jordi
  - Miglior film spagnolo
- 2024 - Satellite Award
  - Candidatura al miglior film straniero
  - Candidatura alla miglior colonna sonora a Michael Giacchino
- 2023 - European Film Awards
  - Miglior trucco a Ana López-Puigcerver, Belén López-Puigcerver, David Martí e Montse Ribé
  - Migliori effetti visivi a Félix Bergés e Laura Pedro